# Ivan Klíma
Ivan Klíma (Praga, 14 de septiembre de 1931) es un novelista y dramaturgo checo.

## Biografía
De padres de origen judío —su padre era ingeniero eléctrico y su madre secretaria—, Ivan Klíma pasó más de tres años de su niñez recluido en el campo de concentración nazi de Theriesenstadt durante la Segunda Guerra Mundial. Abandonó el campo con 14 años, cuando este fue liberado por el ejército Soviético en mayo de 1945.
Posteriormente estudió lengua checa y literatura en la Universidad Carolina de Praga, llegando a ser editor del diario semanal Literarni Noviny.
Asimismo, fue editor del diario del Sindicato de Escritores Checos durante la Primavera de Praga y, tras su regreso al país después de un año de docencia en la Universidad de Míchigan (1969), tuvo que ejercer oficios diversos como conductor de ambulancias, mensajero y asistente de tipógrafo.
Tildados sus escritos como radicales por las autoridades y sospechoso de ser disidente del régimen comunista, su obra fue prohibida en Checoslovaquia durante veinte años.

## Obra
Autor sumamente versátil, Ivan Klíma es uno de los escritores más conocidos y también más traducidos de la literatura checa actual.
Sus trabajos de mayor relevancia fueron escritos entre 1965 y 1985, pese a que la publicación de sus obras fue prohibida a partir de 1969.
De esa época son sus principales novelas psicológicas, el testimonio de su generación y varios volúmenes de relatos cortos que analizan las relaciones tanto eróticas como emocionales de parejas de amantes en distintas etapas de sus vidas.
Referente a este último tema, cabe destacar el tríptico Milenci na jednu noc (1964).
En 1988, durante el exilio, la prensa británica publicó Amor y basura (Láska a smetí), novela de Klíma que alcanzó una notable popularidad entre el gran público.
Pero es en su gran obra de temática política, publicada en 1994 como Soudce z milosti pero distribuida con anterioridad como «samizdat», donde Klíma reflexiona sobre los dilemas morales a los que se enfrentaron las generaciones que vivieron la Primavera de Praga.
De la década de 1990 cabe destacar su novela Poslední stupeň důvěrnosti, drama psicológico situado en la época actual cuyo protagonista es un pastor protestante infelizmente enamorado; el texto también refleja las relaciones y cuestiones éticas de la sociedad checa contemporánea.
Más reciente es su trabajo Premiér a anděl (2003), sátira política que narra la historia de un político que cree que uno de sus asesores es un ángel, un ente puramente celestial, lo que condiciona todos sus actos de acuerdo a dicha ilusión.
En 2010, sus memorias en dos volúmenes Moje šílené století fueron galardonadas con el Premio Magnesia Litera dentro de la categoría de no ficción.

## Obras

### Novela, reportaje y ensayo
- Bezvadný den (1960)
- Mezi třemi hranicemi (1960)
- Karel Čapek (1962), ensayo
- Hodina ticha (1963)
- Milenci na jednu noc (1964)
- Návštěva u nesmrtelné tetky (1965)
- Klára a dva páni (1968)
- Loď jménem naděje (1969)
- Ženich pro Marcelu (1969)
- Milenci na jeden den (1970)
- Soudce z milosti, aparecida primero como «samizdat» en 1976
- Milostné léto (1979)
- Má veselá jitra (1979)
- Už se blíží meče (1983), ensayo
- Moje první lásky (1985)
- Amor y basura (Láska a smetí), aparecida como samizdat en 1987
- Má zlatá řemesla (1990)
- Poslední stupeň důvernosti (1996)
- Jak daleko je slunce (1999)
- Ani svatí, ani andělé (1999)
- Jak přežít blahobyt (2001)
- Velký věk chce mít též velké mordy (2001), trabajo sobre Karel Čapek
- Premiér a anděl, (2003)
- Moje šílené století (2009)
- Moje šílené století II (2010)

### Teatro
- Zámek (1964)
- Mistr (1967)
- Cukrárna Miriam (1968)
- Porota (1968)
- Amerika (1974), adaptación de la obra homónima de Franz Kafka, en colaboración con Pavel Kohout
- Ženich pro Marcelu
- Pokoj pro dva
- Hromobití

## Enlaces
- Ivan Klíma: “Me gustaría escribir una novela policial”